# 島根県道200号仁万停車場線
島根県道200号仁万停車場線（しまねけんどう200ごう にまていしゃじょうせん）は、島根県大田市を通る一般県道である。

## 概要
JR西日本山陰本線 仁万駅から国道9号・島根県道31号仁摩邑南線交点に至る。

### 路線データ
- 起点：大田市仁摩町仁万（JR西日本山陰本線 仁万駅前）
- 終点：大田市仁摩町仁万（仁万交差点、国道9号交点、島根県道31号仁摩邑南線起点）
- 総延長：0.6 km

## 歴史
- 1972年（昭和47年）8月1日 - 島根県告示第595号により認定される。
- 2005年（平成17年）10月1日 - 大田市と邇摩郡の全2町（仁摩町・温泉津町）が対等合併して改めて大田市が発足したことに伴い全部分が大田市域のみを通る路線になり、併せて起終点の地名表記も変更される（邇摩郡仁摩町仁万町→大田市仁摩町仁万）。

## 地理

### 通過する自治体
- 島根県
  - 大田市

### 交差する道路
| 交差する道路                   | 交差する場所 | 交差する場所      |
| ------------------------------ | ------------ | ----------------- |
| 国道9号 島根県道31号仁摩邑南線 | 仁摩町仁万   | 仁万交差点 / 終点 |

### 沿線
- JR西日本山陰本線 仁万駅
- 大田市立大田西中学校
- 大田市立仁摩小学校
- 大田市役所 仁摩支所